# Pavel Zubíček
Pavel Zubíček (* 21. října 1974, Brno) je bývalý český hokejový obránce. Většinu kariéry strávil v Kometě Brno. Mezi jeho další působiště patřil Vsetín, Šumperk a Zlín.

V současnosti je sportovním manažerem a asistentem trenéra v HC Kometa Brno.

## Hráčská kariéra
- 1991-92 HC Zetor Brno (E)
- 1992-93 HC Královopolská Brno	(1. liga)
- 1993-94 HC Královopolská Brno	(1. liga)
- 1994-95 HC Kometa Brno (1. liga)
- 1995-96 HC Kometa Brno BVV (E)
- 1996-97 HC Kometa Brno (1. liga)

HC Petra Vsetín (E)
- 1997-98 HC Petra Vsetín (E)
- 1998-99 HC Slovnaft Vsetín (E)
- 1999-00 HC Slovnaft Vsetín (E)
- 2000-01 HC Slovnaft Vsetín (E)

HC Holba Draci Šumperk (1. liga)
- 2001-02 HC České Budějovice (E)

HC Continental Zlín (E)
- 2002-03 HC Hamé Zlín (E)
- 2003-04 HC Hamé Zlín (E)
- 2004-05 HC Hamé Zlín (E)
- 2005-06 HC Hamé Zlín (E)
- 2006-07 HC Hamé Zlín (E)
- 2007-08 HC RI Okna Zlín (E)
- 2008-09 HC Kometa Brno (1. liga)
- 2009-10 HC Kometa Brno (E)
- 2010-11 HC Kometa Brno (E)
- 2016-17 TJ Spartak Adamov (OP)

## Reprezentace
- 1992 – ME U18, 1. místo